# Арешян, Саломея Григорьевна
Саломея Григорьевна Арешян (арм. Սալոմե Գրիգորի Արեշյան; 18 января 1913 — 29 декабря 1966) — армянский литературовед, Заслуженный деятель науки Армянской ССР (1963). Член КПСС с 1943. Автор истории исследований армянской и русской литератур, нескольких трудов по вопросам армянско-украинских культурных связей.

## Биография
Родилась в Тифлисе. В 1934 году окончила Ленинградский институт истории, философии, литературы и языка. В 1941—1944 годах преподавала в Ереванском государственном университете. В 1943—1944 годах занимала должность начальника отдела пропаганды и агитации ЦК КП Армении, в 1944—1946 годах была редактором русскоязычной газеты «Коммунист».
В последние годы жизни работала в Институте литературы им. Манука Абегяна Академии Наук Армении. В 1958 году защитила диссертацию и получила степень доктора филологических наук.
На русском языке вышла её книга «Армянская печать и царская цензура» (1957).
Ей принадлежат статьи о Шевченко: «Сердце Украины» (1961), «Певец братства» (1961), «Тарас Шевченко в армяно-украинских культурных отношениях» (1964) и другие. О Тарасе Шевченко говорится в книге Арешян «Армянская печать и царская цензура» (Ереван, 1957). Выступала с докладом на одиннадцатой научной конференции.
Умерла в Ереване.